# Цибулина

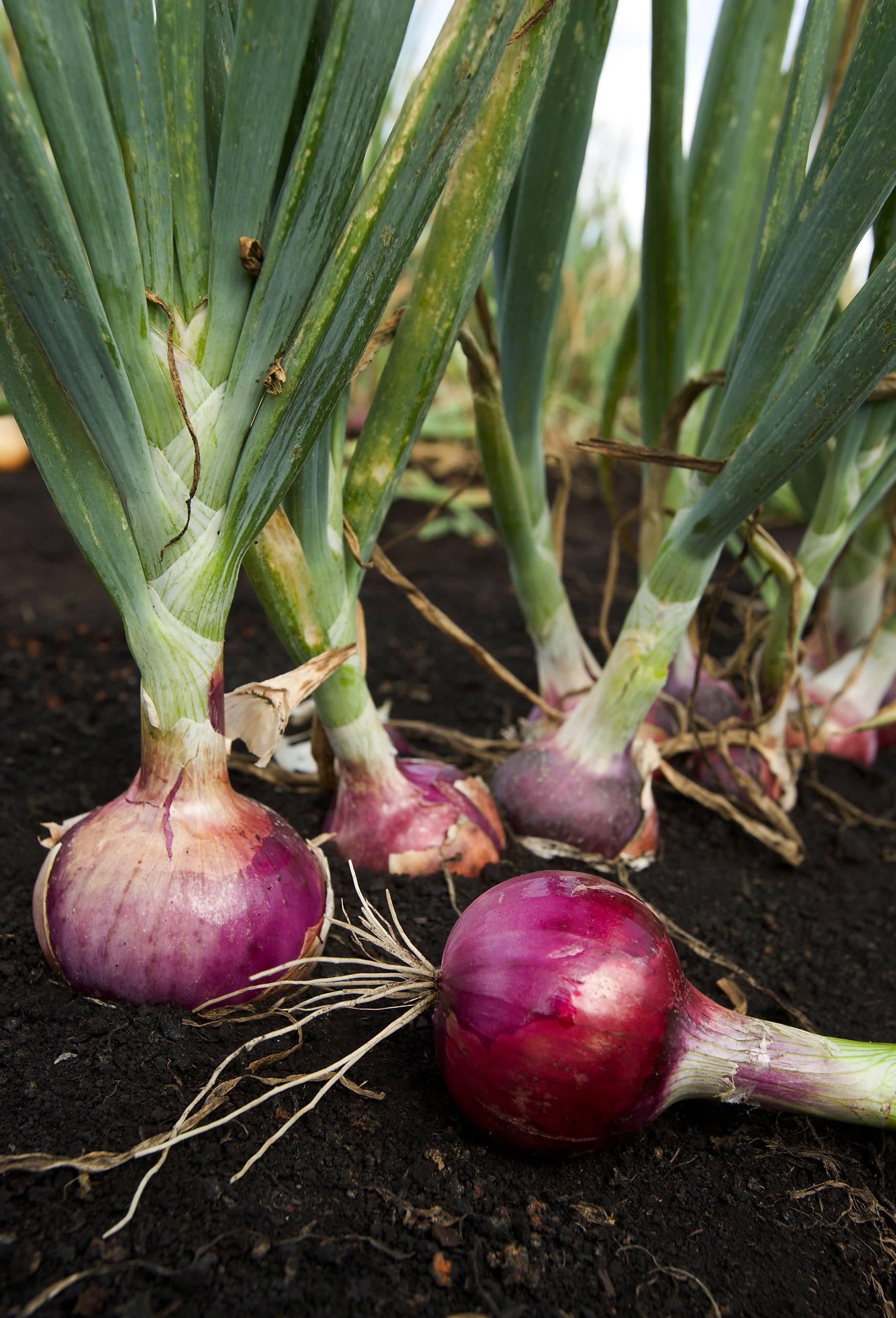
Рослини цибулі ріпчастої (Allium cepa) з плівчастими цибулинами

Цибули́на (лат. bulbus) — зазвичай підземний пагін з коротким сплющеним стеблом — денцем — і лускоподібними, м'ясистими листками, які запасають воду з розчиненими в ній поживними речовинами, переважно цукрами. Форма цибулин здебільшого куляста. З верхівкової і пазушних бруньок виростають надземні пагони, а на денці утворюються додаткові корені. Цибулина — типовий орган вегетативного розмноження і відновлення. Всі рослини, у яких утворюються цибулини, — однодольні. Цибулини утворюються у рослин з родин Лілійні, Амарилісові, Цибулеві.
Цибулини можуть бути плівчастими (щільними) та лускатими (нещільними). До перших належить цибулина звичайної цибулі, в якій всі луски — це підземні піхви зелених асимілюючих листків, що потовщуються і щільно охоплюють кільцями одна одну. Лускаті (нещільні, пухкі, черепичасті) цибулини має лілія лісова, у якої запасаючі луски цибулини — це лише зовнішні низові листки, які не мають листкових пластинок. Цибулини можуть бути однорічними, дворічними (цибуля порей) або багаторічними (лілії). Якщо наростання осі в них моноподіальне (тобто поновлення йде з верхівкової бруньки), то суцвіття пазушне (підсніжник звичайний), якщо симподіальне (тобто поновлення відбувається з пазушних бруньок) — суцвіття верхівкове (гіацинт — Hyacinthus orientalis). А число лусок у цибулині коливається від однієї (часник) до кількох сотень (лілія).
Цибулинні рослини поширені переважно в країнах із середземноморським типом клімату — зі спекотним літом і м'якими іншими сезонами. Тому запасання води з допомогою слизових речовин, які набухають і добре її утримують, забезпечує виживання рослин у літню посуху.

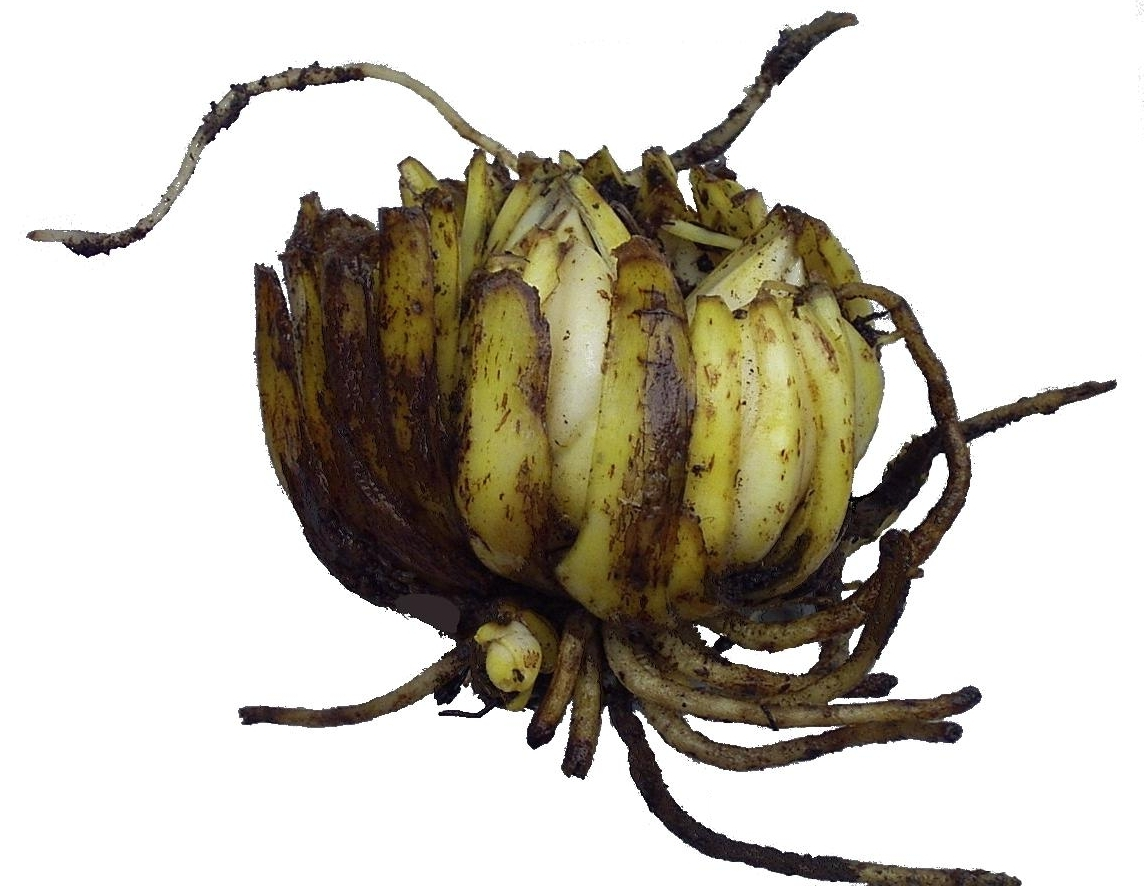
Луската цибулина лілії Lilium xanthellum (Lilium xanthellum)

Найбільш поширені цибулинні рослини в степах, пустелях, напівпустелях, трапляються і в широколистяних лісах. Більшість їх — ефемероїди, тобто рослини з коротким періодом розвитку. На початку літа надземна частина у них відмирає, в ґрунті залишається цибулина як орган відновлення та розмноження.

## Цибулинки

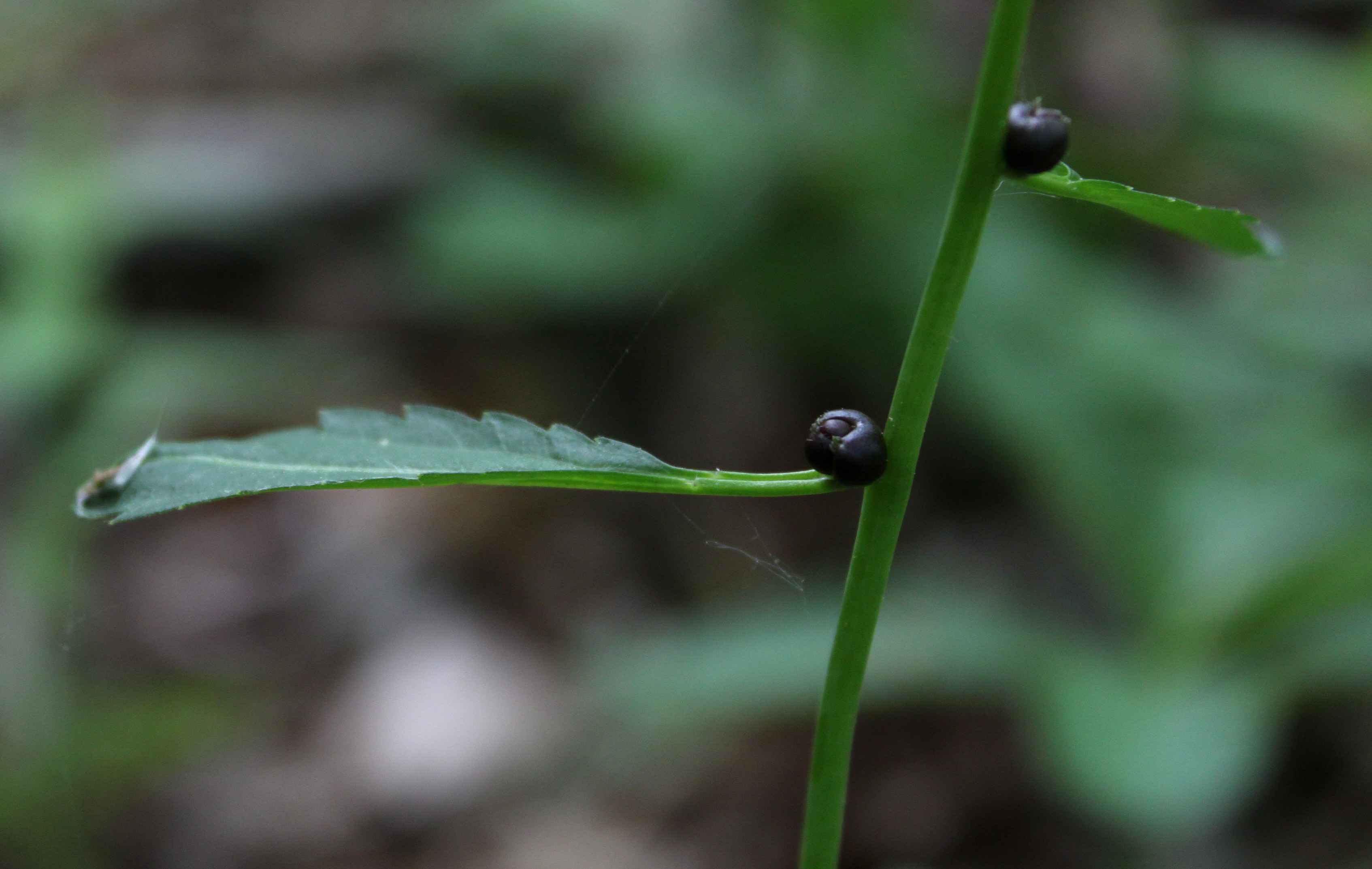
Dentaria bulbifera

У вигляді виводкових бруньок, як вказано вище, можуть утворюватися надземні цибулинки (англ. bulbil) в пазухах листків деяких рослин (лілія цибулинконосна (Lilium bulbiferum), зубниця бульбиста) або в суцвіттях (часник). Ці молоді рослини є клонами батьківської рослини, яка їх породила, вони мають ідентичний генетичний матеріал. Формування цибулинок є формою нестатевого розмноження, оскільки вони можуть з часом продовжувати формувати нові самостійні рослини.
Хоча деякі цибулинки відповідають ботанічним критеріям, щоб вважатися справжніми цибулинами, є багато різних морфологічних форм цибулинок, деякі з яких не вважаються цибулинами. Звідси причина розрізнення цибулин і цибулинок. Наприклад, деякі групи цибулинних рослин, такі як цибуля та лілії, дають цибулини у формі вторинної маленької цибулини. Усі цибулинки, вироблені цибулинними рослинами, слід вважати цибулинами, але не всі цибулинки слід вважати цибулинами. Наприклад, добре відомо, що інші групи нецибулинних рослин, як-от різні роди в межах підродини Agavoideae, дають цибулинки, які насправді не відповідають ботанічним критеріям, щоб вважатися цибулинами.

## Псевдоцибулини орхідей
У епіфітних орхідей часто утворюються специфічні надземні бульби, що дуже нагадують за формою цибулину. Але це потовщені соковиті верхівкові частини відрізків стебла, запас води в яких забезпечує рослинам виживання у несприятливий період. Вони називаються псевдоцибулинами, повітряними бульбами, туберидіями, псевдобульбами. Вони утворені м'якими слизовими тканинами всередині, а назовні захищені товстостінною епідермою. Вони також виконують функцію фотосинтезу.